# Korana
Korana är en flod i Kroatien och Bosnien-Hercegovina. Floden har sin källa i nationalparken Plitvicesjöarna i centrala Kroatien och dess längd är 144 km. Floden flyter norrut från Plitvicesjöarna, passerar orten Slunj och utgör under 25 km en naturlig gräns mellan Kroatien och Bosnien-Hercegovina innan den mynnar ut i floden Kupa i Karlovac, Kroatien. 